# 長谷川国利
長谷川 国利（はせがわ くにとし、1962年5月26日 - ）は、東京都江東区出身の元プロ野球選手（外野手）、野球指導者。2024年から東海大学硬式野球部の監督を務める。

## 経歴

### プロ入り前
東海大相模高校では右翼手、4番打者として活躍。1979年秋季関東大会に進むが1回戦で君津商業高校に惜敗。翌1980年の春季関東大会では決勝に進出するが、愛甲猛のいた横浜高校に敗退。同年夏の県大会でも有力視されたが、3回戦の三浦高校との試合中に不祥事があり、以後の出場を辞退した。高校同期に中堅手の宮下正彦がいる。
高校卒業後は東海大学に進学し、野球部で原貢の指導を受ける。首都大学野球リーグでは在学中に4回優勝。1学年上のエース高野光を擁し、1983年の明治神宮大会では決勝で駒澤大学を破り優勝した。しかし4年生時の1984年は園川一美のいた日本体育大学に圧倒され、春秋季連続優勝を許す。31試合連続安打のリーグ記録を樹立した。3年春・最優秀選手、ベストナイン2回。

### 横浜大洋時代
1984年のプロ野球ドラフト会議で横浜大洋ホエールズから4位指名を受け入団。その打撃力と強肩を高く評価され松原誠の背番号25を受け継ぐなど期待された。
しかし、故障が相次ぎ一軍出場のないまま1990年限りで現役を引退。

### 引退後
引退後はスコアラーに転身し、その後スカウトに就任。チーフスカウトとして川村丈夫・森中聖雄を獲得するなど活躍していたが、チーフスカウト補佐を務めていた2002年7月限りで横浜を退団した。横浜は長谷川退団の前年である2001年のドラフト会議で小田嶋正邦を指名して以降、2016年に東海大学札幌キャンパスから水野滉也を指名するまで、東海大学在籍の選手を指名していなかった。
2003年1月1日付で、大学の先輩である読売ジャイアンツ（巨人）監督・原辰徳からの勧誘を受けて巨人の編成部スカウトに就任、スカウト部長や、2020年4月から編成本部付部長を務めた。スカウト時代に獲得に尽力した主な選手には菅野智之や長野久義などがいる。

#### 指導者時代
2022年11月23日、2023年から本格的に始動する読売ジャイアンツ女子チームの助監督就任が発表された。背番号は「83」。同年限りで退団。
2024年から東海大学硬式野球部の監督に就任。

## 人物
性格は温厚で、野球に対して情熱を絶やさない人物であると評されている。スカウティングの経験などもあり、アマチュア野球とも幅広く関わりを持っている。

## 詳細情報

### 年度別打撃成績
- 一軍公式戦出場なし

### 背番号
- 25（1985年 - 1990年）

指導者時代
- 83（2023年）